# Masenqo
El masenqo ( en amárico: ማሲንቆ ; Tigrinya: ጭራ-ዋጣ (ዋጣ), también conocido como masinko, es un laúd de arco de una sola cuerda que se encuentra comúnmente en las tradiciones musicales de Etiopía .  Al igual que ocurre con el krar, este instrumento es utilizado por juglares etíopes llamados azmaris ("cantante" en amárico ).  Aunque funciona puramente como acompañamiento en las canciones, el masenqo requiere un virtuosismo considerable, ya que los azmaris se acompañan a sí mismos mientras cantan.

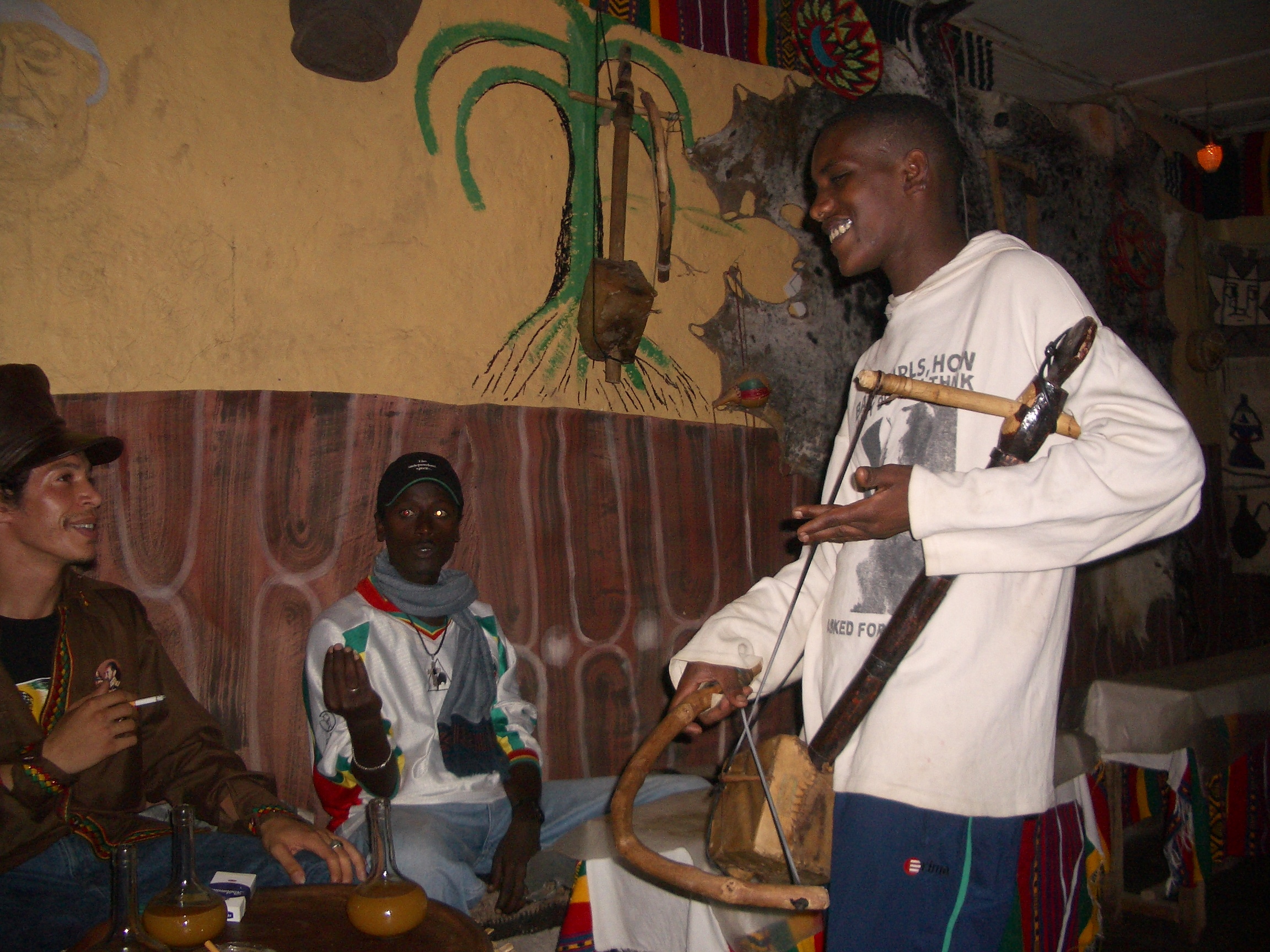
Hombre tocando un azmari

## Fabricación y diseño
El resonador cuadrado o en forma de diamante está hecho de cuatro pequeñas tablas de madera pegadas entre sí y luego cubiertas con un pergamino estirado o cuero crudo . La cuerda única suele estar hecha de pelo de caballo y pasa sobre un puente. El instrumento se afina mediante una clavija de afinación grande para adaptarse al rango de la voz del cantante.  Se puede inclinar con la mano derecha o izquierda, y la mano que no tiene el arco se apoya ligeramente sobre la parte superior de la cuerda.